# Frühschwundrisse

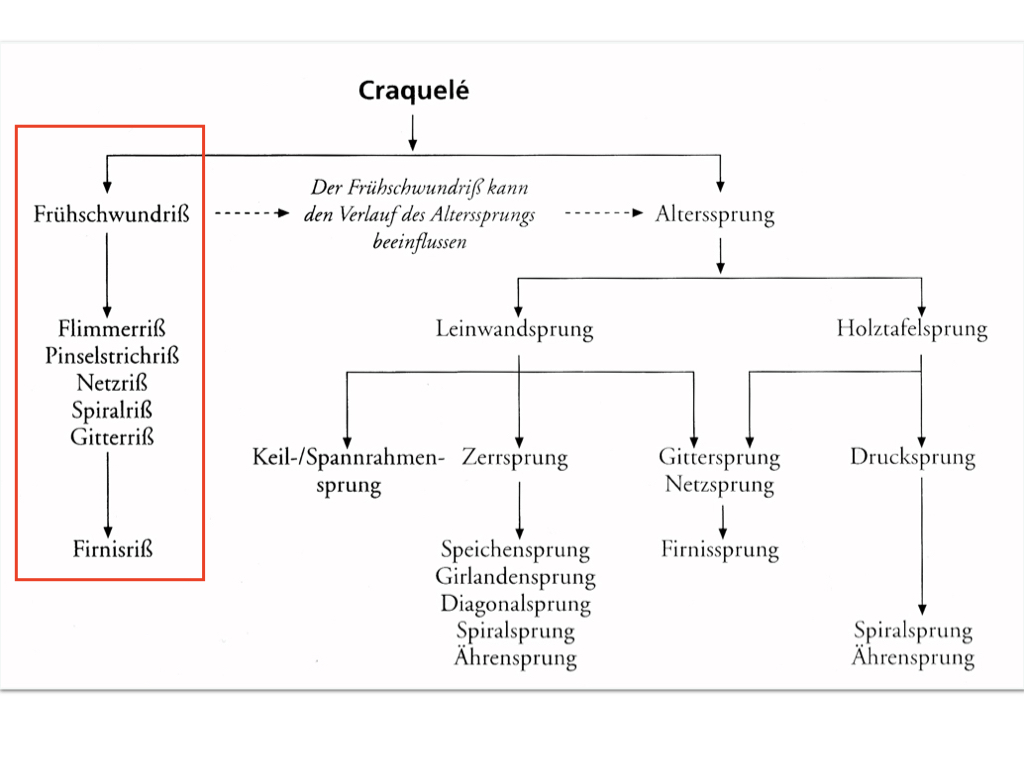
Frühschwundrisse lassen sich, je nach Ursache ihrer Entstehung und ihrer Erscheinungsform, begrifflich gliedern.

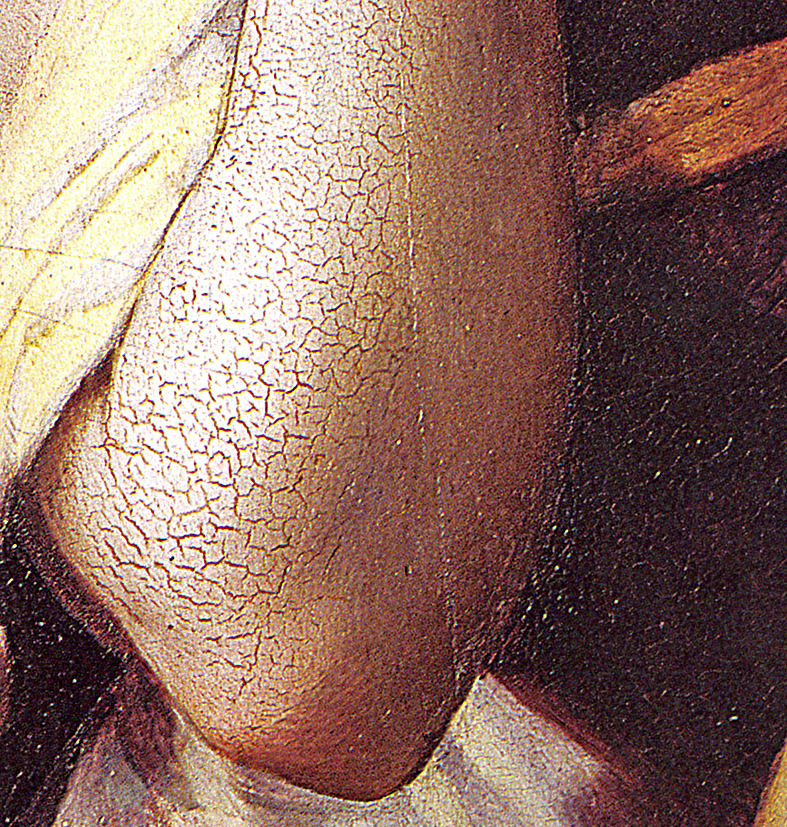
Durch einen falschen Aufbau der Malschicht („mager“ auf „fett“) durch den Künstler sind im Arm Frühschwundrisse entstanden.

Die Frühschwundrisse sind eine maltechnisch bedingte Craqueléform (Craquelé) in der Malschicht eines Gemäldes. Sie entstehen während des Trocknens (Oxidierens) der Farbschicht, durch chemische und/oder physikalische Vorgänge. Dies kann schon wenige Stunden nach dem Farbauftrag geschehen. Frühschwundrisse können eine Breite von einem Millimeter und mehr besitzen und die darunter liegende Farbschicht oder Grundierung partiell freilegen. Sie können die gesamte Malschicht durchdringen aber niemals auch die Grundierung.

## Entstehung
Sehr häufig entstehen Frühschwundrisse auf Grundierungen mit hohen, meist öligen Bindemittelanteilen (Bindemittel), die noch nicht durchgetrocknet und damit noch elastisch waren, als der erste Farbauftrag erfolgte. Die gleiche Wirkung können zu glatte Grundierungen haben. Beim Trocknen oder, richtiger, beim Oxydieren und Polymerisieren schrumpft die neue Farbschicht. Sie findet sowohl auf der noch elastischen wie auf der zu glatten Grundierung keinen Halt, und die entstehenden Spannungen führen zu einer mehr oder weniger ausgeprägten Bildung von Rissen. Der gleiche Effekt tritt auch auf, sobald auf einer noch nicht durchgetrockneten Farbschicht eine nächste Farblage aufgetragen wird, die schneller trocknet als die darunter liegende.

## Vorkommen

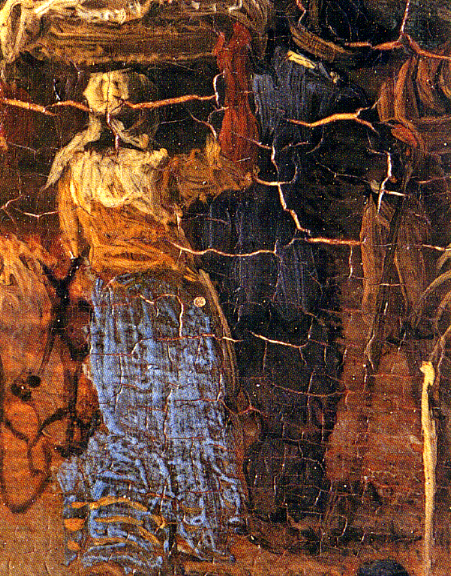
Frühschwundrisse in der holländischen Malerei des 17. Jahrhunderts sind ausgesprochen selten.

Frühschwundrisse sind schon in der mittelalterlichen Malerei Mittel- und Nordeuropas sowie in der niederländischen Tafelmalerei des 15. Jahrhunderts in einzelnen Farbschichten, wie etwa roten Lacken, vereinzelt festzustellen. Im 16. und 17. Jahrhundert sind es überwiegend italienische mit Walnussöl gemalte Bilder, die diese Craqueléform vereinzelt aufweisen. Seit dem 18. Jahrhundert sind sie auf Gemälden häufiger zu beobachten und treten im 19. und frühen 20. Jahrhundert sehr oft und in ausgeprägter Form auf. Als Ursache vermutet man die häufigere Verwendung von Mohnöl als Bindemittel. Sehr ausgeprägte Frühschwundrisse haben Gemälde die im 19. Jahrhundert mit Asphalt untermalt (Untermalung) wurden.

## Bedeutung

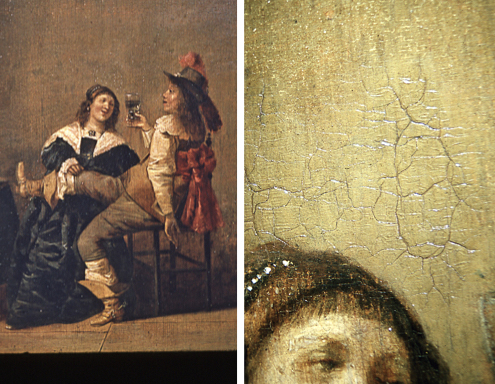
Die Frühschwundrisse über dem Frauenkopf deuten darauf hin, dass sich in diesem Bereich eine Fehlstelle befindet, die übermalt wurde.

Frühschwundrisse haben für die die Gemäldebestimmung eine gewisse Bedeutung. So können zum Beispiel Retuschen und Übermalungen Frühschwundrisse aufweisen, die auf den sie umgebenden originalen Farbflächen nicht vorkommen. Auch Kopien, besonders wenn sie sehr viel später entstanden sind als das originale Vorbild, sind in der Regel maltechnisch anders aufgebaut und somit an den Frühschwundrissen in der Malschicht als Kopie zu identifizieren. Zusammengefasst kann man sagen, dass das Vorkommen dieser Craqueléform zwar nicht beweist, ob ein Gemälde retuschiert, übermalt, echt oder falsch ist, sie gibt aber häufig den ersten Hinweis darauf, dass es genauer untersucht werden sollte (Gemäldeuntersuchung).
Schlecht gefälschte »Alte Meister« zeigen häufig anstelle der natürlich entstandenen Alterssprünge ein künstlich hergestelltes Frühschwundcraquelé.

## Erscheinungsformen

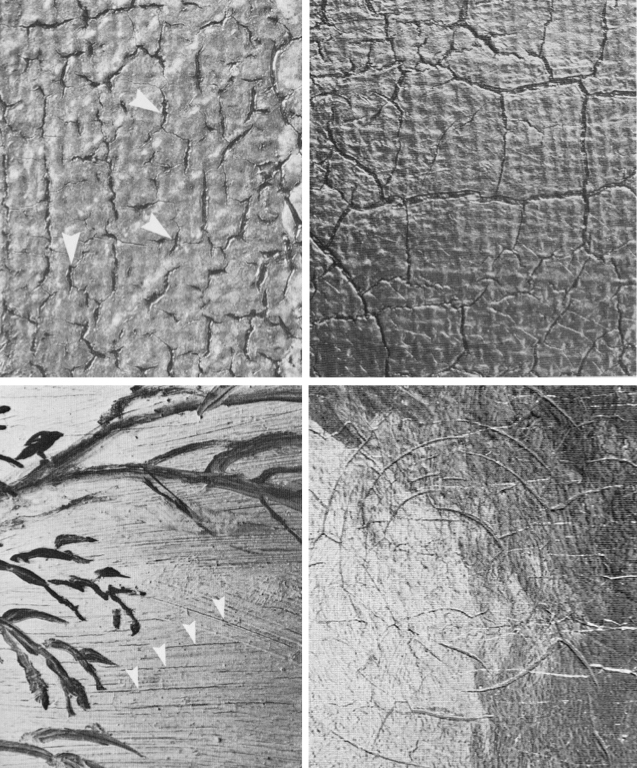
Besonders auf Gemälden des 18. – 20. Jahrhunderts findet man die unterschiedlichsten Frühschwundrissformen, die überwiegend durch ungeeignete Bindemittel und falsche Verarbeitung entstanden. Obere Reihe: Flimmerrisse (links) und Netzrisse, darunter Pinselstrichrisse (links) und Spiralrisse.

Auf Gemälden des 18., besonders aber des 19. Jahrhunderts und frühen 20. Jahrhundert findet man die unterschiedlichsten Erscheinungsformen wie kleine, kurze Frühschwundrisse in der Malschicht, die man als Flimmerrisse bezeichnet. Sie entstanden laut Eibner vermutlich dadurch, dass die Farbflächen beim Farbauftrag mit dem Pinsel „gestupft“ wurde.
Pinselstrichrisse folgen den mehr oder weniger ausgeprägten Pinselstrichfurchen in einer Farbschicht, das heißt, sie entstehen an der dünnsten Stelle des Farbauftrages. Pinselstrichrisse sind vereinzelt an holländischen Gemälden des 17. Jahrhunderts nachzuweisen. Häufiger findet man sie in Gemälden des 19. Jahrhunderts. Hier folgen sie nicht selten den Konturen eines Bildteils.
Die Firnisrisse werden im Artikel Firniscraquelé genauer beschrieben.
Netzrisse und Gitterrisse bilden sich durch ungeeignete und/oder falsch verarbeitete Materialien (Bindemittel, Pigment).

Der Spiralriss ist ein konzentrisches Craquelé mit Frühschwundcharakter, von dem man noch nicht im Einzelnen weiß, wie er entsteht. Vermutlich spielen auch hier das Bindemittel sowie Spannungen im Bildträger als Verursacher eine wichtige Rolle. Der Spiralriss wurde bisher nur auf Leinwandgemälden beobachtet. 

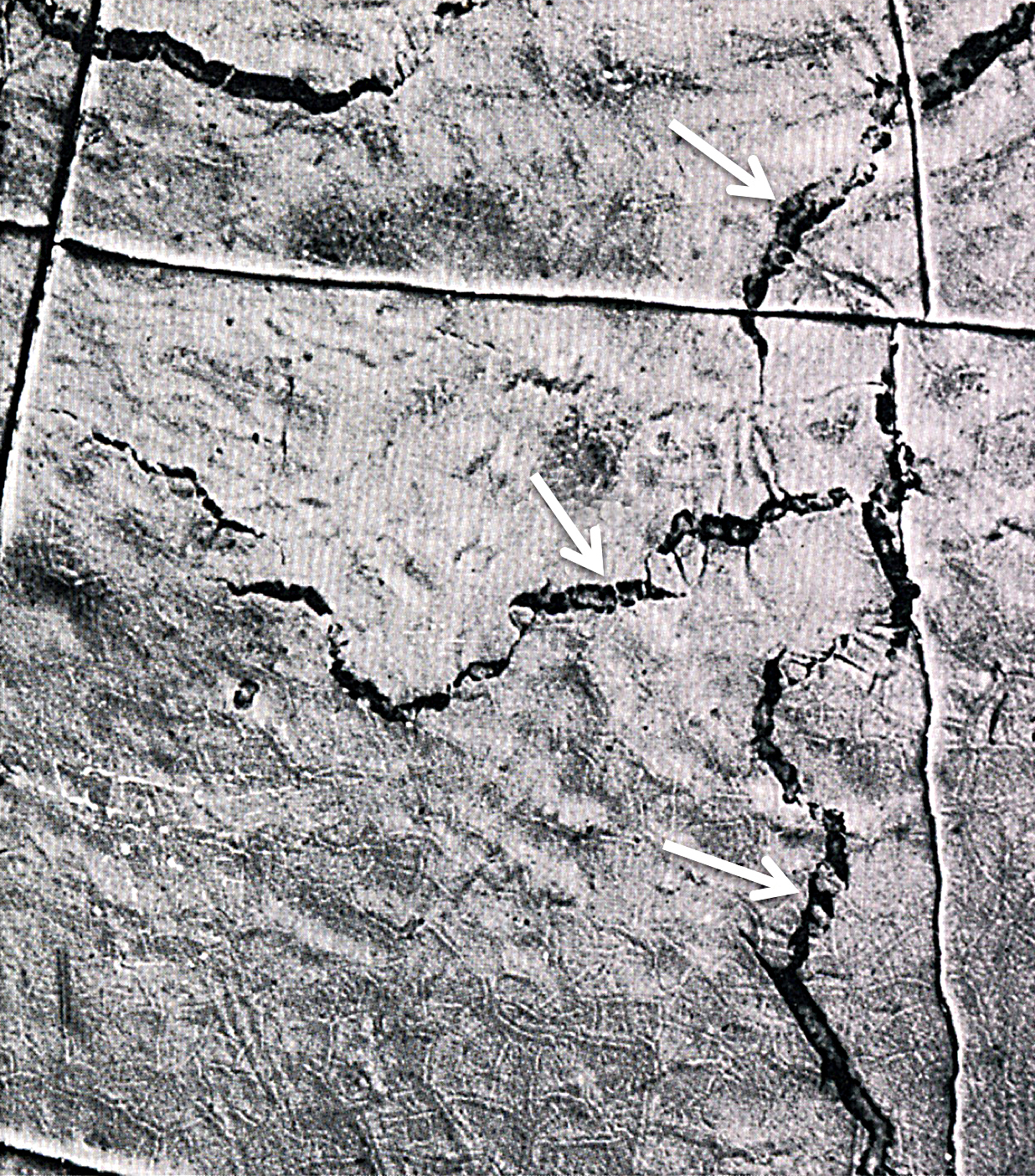
Die dunklen Frühschwundrisse auf dieser Fälschung wurden mit einem Reißlack künstlich erzeugt, um Alter vorzutäuschen. Die Fälschung ist so alt, dass im Laufe der Jahre auch noch Altersprünge entstanden sind.